# Stenkilska huset
Stenskilska huset eller huset Stenskilska var et dynasti der sad på den svenske trone fra omkring 1060 og frem til ca. 1125. Stenkil stammede sandsynligvis fra Västergötland.
Linjen (stormænd og jarler) før Stenkil var ifølge sagaerne:
- Skagul Toste (tog Danegæld i England og var far til Sigrid Storråde)
- Ulf Tostesson, søn af Skagul Toste
- Ragnvald Ulfsson, søn af Ulf Tostesson, og sendt i eksil i Staraja Ladoga af Olof Skötkonung

På tronen i Sverige eller Västergötland:
- 1060–1066 : Stenkil[2]
- 1067–1070 : Halsten Stenkilsson (Halsten), søn af Stenkil
- 1079–1084 : Inge den ældre (Inge den äldre), søn af Stenkil
- 1084–1087 : Blot-Sven, muligvis svoger til Inge den Ældre
- 1087–1110 : Inge den ældre, anden gang, genindsat
- 1110–1118 : Filip (Filip Halstensson), ingen børn
- 1110–1125 : Inge den yngre, ingen børn

Afledte regenter:
- ca. 1125 – ca. 1130 Magnus den Stærke (kongerækken der opgives af det svenske kongehus inkluderer ham som et medlem af Stenkilska huset), var søn af Inge den ældres datter
- ca. 1150 – 1160 Erik den Hellige der var gift med Christina, der ifølge legenden var barnebarn af Inge den ældre; parret startede Erikslægten
- ca. 1155 – 1167 Karl Sverkersson af Sverige (hans mor var Inge den yngres enke) som giftede sig med Kirsten Stigsdatter, ifølge legenden var hun datter af Inge den ældres datter; dette par forsatte frem til Sverkerslægten i omkring 1130.
- 1160–61 Magnus Henriksson (kongerækken der opgives af det svenske kongehus inkluderer ham som et medlem af Stenkilska huset; nogle kalder ham den "sidste" monark fra Stenkilska huset, men genetisk er dette op til debat om han hører til her), var søn af Inge den ældres søn Ragvalds datter.